# Ateuchus breve
Ateuchus breve là một loài bọ cánh cứng trong họ Bọ hung (Scarabaeidae).